# Asso Pigliatutto
Asso Pigliatutto ou Asso Piglia Tutto ("ás pega tudo" em italiano) é uma variante do jogo de cartas Scopa originário da Itália; é jogado de 2 até 4 pessoas (duplas); neste jogo o ás possui uma função especial: capturar todas cartas que estiverem no centro da mesa. 

## Objetivo do jogo
O objetivo do jogo é capturar o maior número de cartas possível, e ao mesmo tempo tentar obter: a maioria das cartas sete, seis e ases; a maioria das cartas de ouros; o sete de ouros; fazer scopas. Ver seção "Pontuação".

## Tipo de baralho
Um baralho italiano de 40 cartas é usado no jogo. Também pode-se usar um baralho espanhol ou baralho francês excluindo-se as cartas 8, 9, 10 (baralho francês) e curingas (caso houver).

## Ordem e valor das cartas
A ordem das cartas, em ordem decrescente, e seus respectivos valores são: 
- Rei: 10
- Cavalo: 9
- Valete: 8
- Sete: 7
- Seis: 6
- Cinco: 5
- Quatro: 4
- Três: 3
- Dois: 2
- Ás: 1

O carta do cavalo equivale à da dama no baralho francês.

## Desenvolvimento do Jogo

### DIstribuição das cartas
Escolhido o carteador, este embaralha as cartas e distribui 3 cartas para cada jogador, em sentido anti-horário, começando pelo que estiver à sua direita. Em seguida coloca 4 cartas viradas para cima no da mesa; é permitido apenas que hajam 2 reis entre as cartas desviradas, se houverem mais deve-se colocá-los de volta ao maço e substituí-los por outras cartas do maço.

### Captura de cartas
Cada jogador, em sua vez, tenta capturar cartas. A captura é feita por uma carta da mão que pode pegar uma ou mais cartas da mesa; ou não pegar nenhuma. Por exemplo: se na mesa estiverem as cartas 2 e 5, o jogador poderá capturá-las se tiver uma carta 7 na mão, porém, se mesa estiver um 7, o jogador se quiser jogar sua carta 7 (da mão) deverá capturar obrigatoriamente o 7 da mesa, não podendo capturar o 2 e o 5. Caso não consiga capturar nenhuma carta da mesa com as cartas que tiver em mãos, o jogado escolhe uma de suas cartas para deixar sobre a mesa. As cartas capturadas ficam viradas para baixo formando uma pilha de cartas capturadas. Quando 2 ou 3 pessoas estiverem jogando, estas pilhas são individuais. Quando forem 4 pessoas a jogar há apenas 2 pilhas de cartas capturadas, uma para cada dupla.

#### Scopa
Uma captura de cartas, feita por qualquer carta exceto o ás, que resulte em deixar o centro da mesa vazio chama-se scopa e vale ponto. No entanto, se este mesmo tipo de jogada for realizada quando nenhum outro jogador tiver mais cartas na mão não é considerado scopa e não vale ponto. A cada vez que uma scopa for feita deve-se colocar uma das cartas desta captura virada para cima e em posição perpendicular na pilha de cartas capturadas.

#### Uso do Ás
O ás tem a capacidade de capturar todas as cartas que estiverem sobre o centro da mesa, o "ás pega tudo", porém esta jogada não constitui uma scopa e não vale ponto. Deve-se então usá-lo de forma estratégica considerando o seguinte:
- não jogá-lo quando o centro da mesa estiver vazio.
- fazer uma scopa, invés de usar o ás, quando houver condições de fazê-la.

## Pontuação
O sistema de pontuação é o seguinte:
- Scopa : cada scopa obtida = 1 ponto;
- Carte : maior número de cartas = 1 ponto;
- Sette bello : obtenção do 7 de ouros = 1 ponto;
- Denari : maior número de cartas de ouros = 1 ponto;
- Primiera : obtenção da primiera = 1 ponto.

Caso ocorra empate em carte, denari ou primiera nenhum jogador ou equipe recebe os pontos respectivos.